# 辻村勇太
辻村 勇太（つじむら ゆうた、1988年6月20日 - ）は、日本のミュージシャンである。神奈川県横浜市出身。身長177cm、血液型はA型。BLUE ENCOUNTのベース担当。

## 人物
- 中学ではバスケットボール部で、メンバーの中でも運動神経はかなり良い方である。
- 実年齢は他のメンバーの1つ下だが、5年制の高専を卒業したメンバーより1年先に入学していたため、初対面の時は高村を年下だと勘違いし、先輩風を吹かせていた。
- ライブハウス横浜ベイジャングルでアルバイトをしていたことがある。
- 以前は他のバンドのサポートベーシストも務めており、田邊は「辻村はそれだけの技術と実力がある」と評価している。
- ライブのMCでは、田邊にツッコミを入れたり、ファンを煽るなどしているが、実は天然であり、テレビやラジオ番組出演時はそのキャラクターを発揮している。
- 2011年に脱退を申し出るが、メンバーに引き止められ、これを機にメンバーのバンドへの取り組み方も改善したことから、残留を決意する。
- 2012年にKYOTO MUSEで機材搬入した後機材車を駐車しに行ったが打ち上げ後駐車した場所が分からなくなり一時紛失。1時間ほどタクシーに乗って探したが見つからなかった。後にKYOTO MUSEスタッフが自転車に乗って探しに行き10分弱で発見。
- 趣味は一人旅、けん玉
- 俳優の小柳友、E-girlsのAmiとは中学の同級生であり、現在も親交がある。
- 使用機材は、FENDERCUSTOM SHOP Jazz Bass、MESA Boogie Bass Strategy Eight:88 など。